# パンスターフェリー

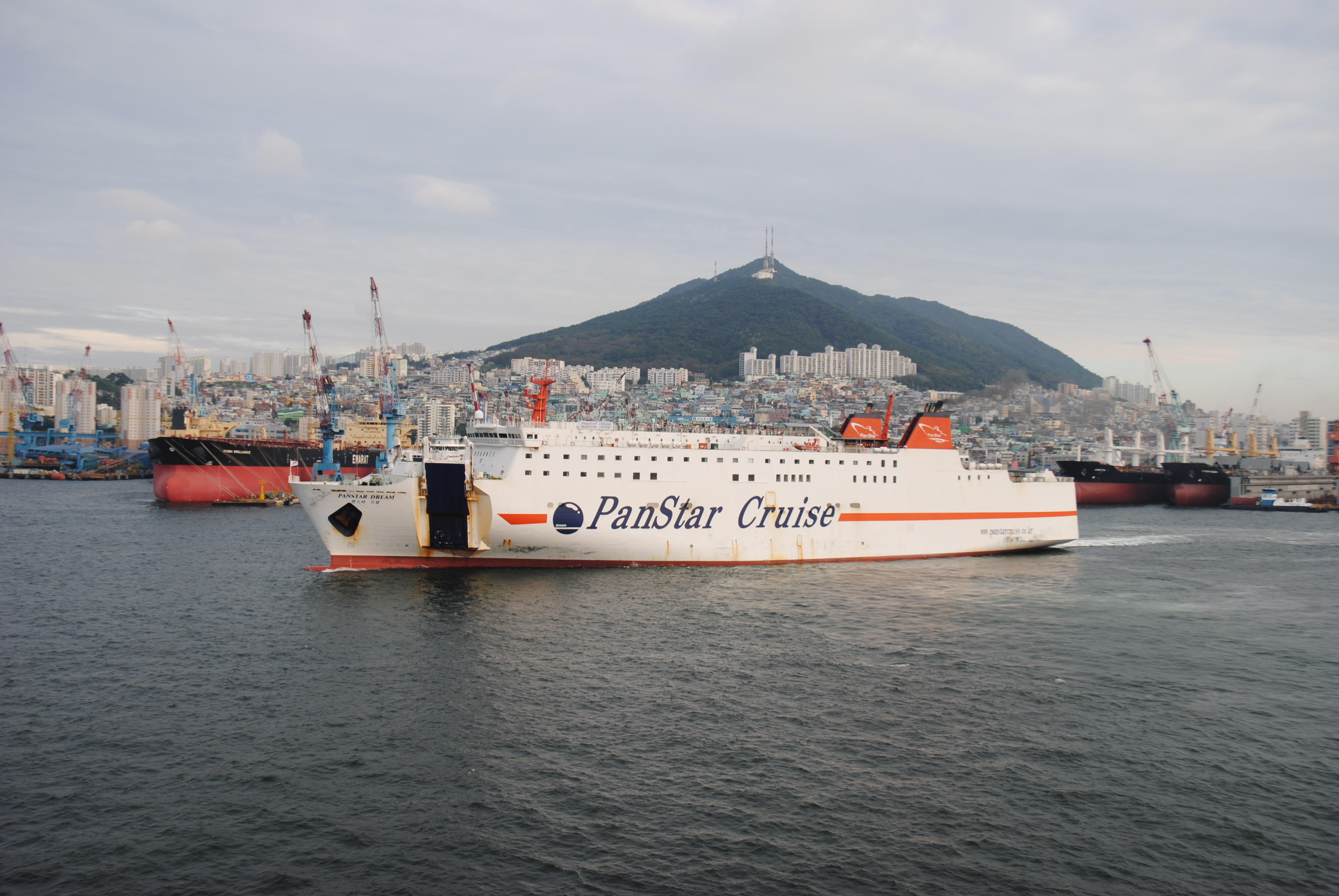
釜山港を出港するパンスタードリーム

株式会社パンスターは、大韓民国ソウル市に本社を置く海運会社。
大阪 - 釜山間の定期フェリーをはじめ、日本と韓国をカーフェリーやRORO船で結ぶ定期船会社である。日本には日本法人の株式会社サンスターラインを設立し、パンスターグループの定期船の受け入れや、集荷、集客業務、通関の代行業務などを行っている。

## 歴史
日本と韓国を結ぶ定期海上輸送ルートは、下関 - 釜山航路や博多 - 釜山航路、釜山 - 対馬航路など、九州各地と釜山を結んで、いくつかの航路があるが、大阪と釜山を結ぶのは、このパンスターが運航するパンスタードリームが唯一の定期フェリーである。
この航路には1986年に、1988年にソウルオリンピックが開催されるのをきっかけに「大阪国際フェリー」というパンスターとは無関係のフェリーが就航したことがあったが、オリンピックの後廃止された。
大阪国際フェリーとは別に、韓国の貨物集荷会社（NVOCC）を運営していた韓国人実業家・金泫謙（キム・ヒョンギョム）が韓国政府や日本の当局に働き掛け、航路免許を取得したうえ、2002年に航路開設にこぎつけた。
九州地区からのルートに比べて瀬戸内海を走る大阪航路は航海距離が長いが、乗客の生活時間、乗下船地での荷役時間などを考えると、効率的に運航できることに着目して、航路開設を計画したものである。
経済速力といわれる平均船速20ノット以下でも、例えば大阪港を午後3時に出発して、釜山入港は朝10時に設定することができる（逆航も同じ時間が可能）。
この10時から午後3時までの停泊時間に通関や荷役、さらに乗客の入れ替えなどを行うことで、24時間を効率的に使うデイリーサービスが実現できた。航海時間が短いと、船が早朝に釜山近郊に到着し、港湾の営業開始まで郊外で待機するなどのロスタイムもあり、船員のワーキングタイムを考慮しても、大阪―釜山のフェリーとしては効率的に時間を活用する運航ができる。
また、このことは夜間航行が当たり前とされている瀬戸内海のフェリーに比べて、昼間時間に瀬戸内海を航海、瀬戸内の絶景を眺めながらクルーズするという利点も生み、同様に釜山からでも明るいうちに対馬近くを走ることで、日韓海峡の景観を楽しめるなど観光航路としての魅力を発揮できることになり、物流、旅客輸送（観光）を目指すフェリーとしての評価を勝ち得ることとなった。
この航路に投入しているパンスタードリームは、商船三井系のブルーハイウェイラインが東京―那智勝浦―高知航路投入用として1997年に三菱重工下関工場で建造したフェリー「さんふらわあくろしお」を買船したもの。商船三井グループのフェリー航路再編で余剰となったフェリーを購入。韓国籍に転じ、2002年の航路開設時から釜山―大阪航路に投入している。中古フェリーとはいえ、建造後5年しかたっていない新鋭船を購入できたことも、この事業への追い風になった。
その後、韓国内での観光クルーズ事業を充実させたいという意欲を持つ同社は、2004年、貨物輸送需要が少ない土・日曜日に乗客だけを乗せたワンナイトクルーズサービスを開始、当初は釜山港内での花火鑑賞やバーベキューなど、そして次第に対馬周辺の日本領海までの運航（無寄港）を展開、韓国民へのレンジャークルーズを提供している。
さらに、経験を積んだことから、外国クルーズ船の韓国内での販売も営んでおり、海洋レジャー事業への進出を進めている。
一方、物流部門では、2007年にRO-RO船（注）PANSTAR SUNNYとPANSTAR HONEYを購入し釜山―大阪の貨物輸送を開始した。
釜山港は、北東アジアの物流の要としてハブポートを目指しており、こうした韓国政府の政策にも資する事業の展開を進めており、このあともRORO船の導入を積極化、金沢、敦賀、東京（横浜）、名古屋、下関（長州出島）など日本の海上物流の拠点港と釜山を結ぶ役割を果たしている。
またこれら物流の充実と合わせ、日本から中国への一貫輸送を実現するために、中韓間を結ぶ石島フェリーと提携、山東半島の石島と韓国南西部の元山を海上ルートで結び、元山から貨物を馬山、釜山まで陸送したうえで大阪まで一貫輸送を行う「Korea land bridge」サービスを展開し、中国から日本までを航空便と同等のリードタイムとなる40時間で結ぶ。

## 沿革
- 1990年7月：パンスターエンタープライズ設立
- 1994年12月：陸上貨物運送を担う子会社「パンスターツリー」設立
- 1999年
  - 1月：外港貨物運送を担う子会社「パンスターラインドットコム」設立
  - 8月：日本現地法人「サンスターライン」設立
- 2001年6月：パンスターラインドットコムにより釜山 - 大阪間外港旅客運送事業免許取得㈱
- 2002年
  - 2月：「さんふらわあ くろしお」を改装しPANSTAR DREAM号導入
- 4月：釜山-大阪間旅客運送免許取得、同航路に就航
- 2004年12月：釜山港発着の週末ワンナイトクルーズ運航開始
- 2006年11月号：サンスターラインが大阪税関の通関免許を取得
- 2007年
  - 3月：サンスターラインが旅行業免許取得
  - 4月：「さんふらわあ みと」を改装しPANSTAR SUNNYを導入。釜山-大阪航路のデイリーサービスを開始
  - 5月：釜山-大阪航路とJR貨物を組み合わせた急送貨物サービス「PanStar Ultra Express」（P.U.E）サービス開始
- 2008年
  - 4月：パンスターラインドットコムが、複合海上旅客運送事業免許取得（定期フェリー及びクルーズ運航）、韓国初の国際/国内沿岸クルーズ就航
  - 6月：サンスターラインが日本での鉄道貨物運送許可取得
  - 12月：サンスターラインが東京税関の通関免許取得
- 2009年
  - 1月：釜山-神戸航路運航開始
  - 2月：パンスターラインドットコム・エアプサン共同のエアクルーズ商品販売
  - 7月：釜山-大阪定期クルーズ開始
- 2010年
  - 1月：日本-中国間海陸一体輸送「PanStar Korea Land Bridge」（P.K.L.B） サービス開始
  - 7月：SANSTAR DREAMが釜山-敦賀航路に就航[3]

10月：釜山-大阪クルーズ乗客100万名突破
- 2011年
  - 2月：パンスターツリーが港湾運送事業（一般荷役業）登録　
  - 6月：閑麗海上国立公園クルーズ試験運航
  - 12月：物流サービス子会社パンスター新港国際物流センター設立
- 2012年
  - 6月：ヨスエキスポワンナイトクルーズ就航
  - 8月：STARLINK ONE号導入
  - 11月：韓国国土海洋部外港定期貨物運送事業登録。STARLINK ONEが釜山-敦賀・金沢航路に就航
- 2013年
  - 1月：STARLINK ONE号が大阪に就航
  - 8月：プサン港ワンナイトクルーズの乗客が10万名を突破
  - 9月：韓日海運史上初の高速貨物FERRYが東京を出港
  - 12月：新港国際物流センターを開場
- 2014年
  - 4月:STARLINK HOPE号が大阪に就航
  - 8月:パンスターツリーが韓国船級安全管理適合証書を獲得
- 2015年
  - 1月：パンスターツリーがマサンアイポート（キポ新港）で荷役サービスを開始
  - 2月：パンスタードリーム号が船舶保険10億ドルに加入（国籍旅客船社としては初の単一船舶1兆ウォン保険）
  - 3月：STARLINK ONE号がマサンアイポート（キポ新港）に就航、第1種貨物利用運送事業免許を取得
  - 10月：高速貨物フェリー STARLINK HOPE号が横浜に就航[4]
  - 12月：子会社ヘスボンがパンスターエンタープライズ（KOSDAQ054300）に社名変更、外国人国際第2種貨物利用運送事業免許を取得

2016年
- - 1月：パンスターが貨物運送事業AEO（総合認証優秀業者）を取得
  - 4月；パンスターエンタープライズがプサン-対馬間の玄海灘ワンナイトクルーズを就航[5]、パンスターラインドットコム船社部門がAEO（総合認証優秀業者)を取得
  - 7月：バス事業免許を取得[6]
  - 高速貨物フェリー STARLINK HOPE号が中国石島に就航[7]
- 2017年
  - 1月：コスタネオロマンティカクルーズがPSA契約を締結し、商品説明会を開催
  - 2月：国内初の私物インターネット基盤スマート船舶アプリケーションシステムが開発される
  - 7月：船社・乙仲・旅客・財政をまとめた新情報システム「HELIOS」がオープン
  - 9月：PANSTAR GINIE1号が導入される
  - 11月：パンスター高速貨物フェリーがプサンから名古屋に就航[8]
  - 12月：PANSTAR GINIE2号が導入される
- 2018年
  - 3月：大阪市住之江区とパートナーシップ協定締結（サンスターライン）[9]
  - 4月：パンスター高速貨物フェリープサン-下関就航[10]、下関港通関許可を取得[11]。
  - 12月：日本外航客船協会「クルーズ・オブ・ザ・イヤー」特別賞を受賞[12]。
- 2022年7月：初の新造フェリーを大鮮造船に発注[13]。
- 2025年4月：大阪-釜山航路新造船「パンスターミラクル」就航[14]、「パンスタードリーム」引退。

## 航路
- 釜山 - 石島（中国）
  - 毎週木曜日釜山出発、到着当日通関及び搬出可能
- 釜山 - 大阪（日本） 
  - 毎週 日・火・木曜日 釜山発、翌日 10時到着後当日通関及び搬出可能
- 釜山 - 東京・名古屋（日本）
  - 毎週土曜日釜山出発、到着当日通関及び搬出可能
- 釜山 - 敦賀・金沢（日本）
- 毎週 水, 日曜日 釜山・馬山出発、翌日10時到着後当日通関及び搬出可能

## 運航船舶
フェリー
- パンスターミラクル 総トン数21,688MT 全長171m 速力23ノット 貨物積載量254TEU[15]

貨物船
- サンスタードリーム　総トン数11,820MT　全長149.57m 速力21.5ノット　貨物積載量210TEU
- スターリンク　ワン　総トン数12,968MT　全長153.00m 速力23.50ノット　貨物積載量181TEU
- パンスタージェニー　総トン数13,681MT　全長161.15m 速力18.00ノット　貨物積載量264TEU

過去の船舶
- パンスターハニー 総トン数14,036MT 全長136.6m 速力20ノット 旅客定員500名 貨物積載量270TEU
  - 東日本フェリーから用船し2008年金沢 - 釜山航路に就航、同年退役し2010年に津軽海峡フェリーに転属し「ブルードルフィン」として使用。
- パンスターサニー 総トン数26,847MT 全長186.0m 速力22.5ノット 旅客定員683名 貨物積載量270TEU
  - 2007年就航、2009年に中国遠洋運輸集団に売却し「中遠之星」として就航。
- パンスタードリーム 総トン数21,688MT　全長160.00m 全幅22,7m 　乗客定員545人、貨物積載量184TEU
  - 2002年就航、2025年に商船やいまに売却し「やいま丸」として就航予定。

## グループと関連会社
パンスター
外港貨物運送事業　国際物流船業　海運代理店業
パンスターエンタープライズ
KOSDAQ　自動車装備機器　クルーズ旅客サービス
パンスターラインドットコム
クルーズ・外港旅客運送事業
パンスターツリー
内陸運送　荷役　船舶　船員管理　コンテナ賃貸業　ターミナル運営
パンスターテクソリューション
環境保護　船舶エンジニアリング　旅行業　広告広報業
パンスター新港国際物流センター
国際物流倉庫業
サンスターライン
国際輸送　国際物流船業　通関業　船舶代理店　旅行業　バス事業
SPトレーディング
国際貿易　免税店業　コンテナ賃貸業

## ギャラリー

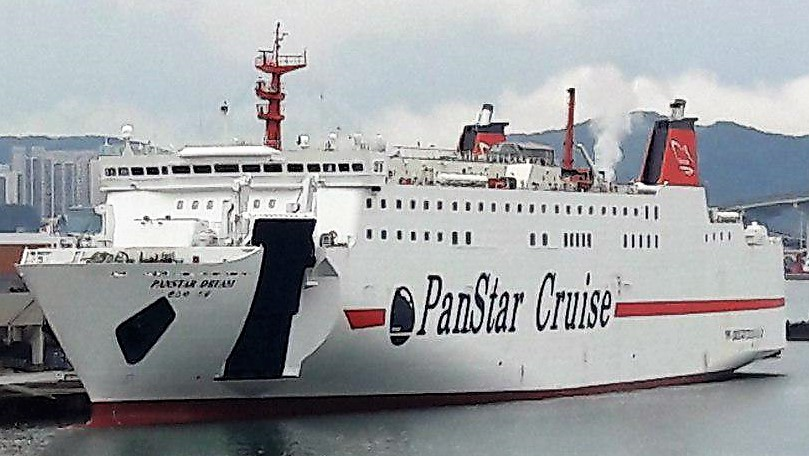
PANSTAR DREAM
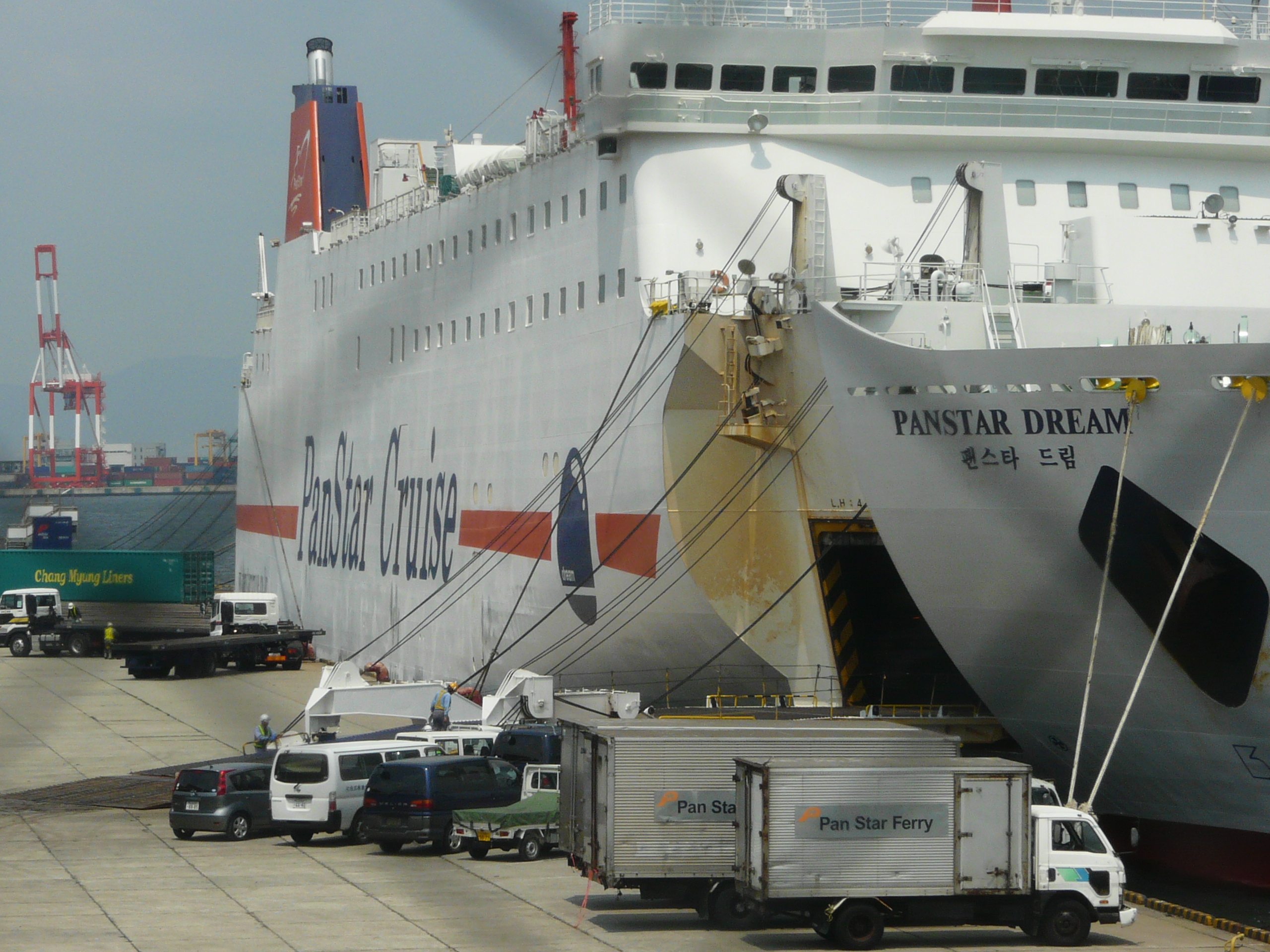
大阪港に停泊
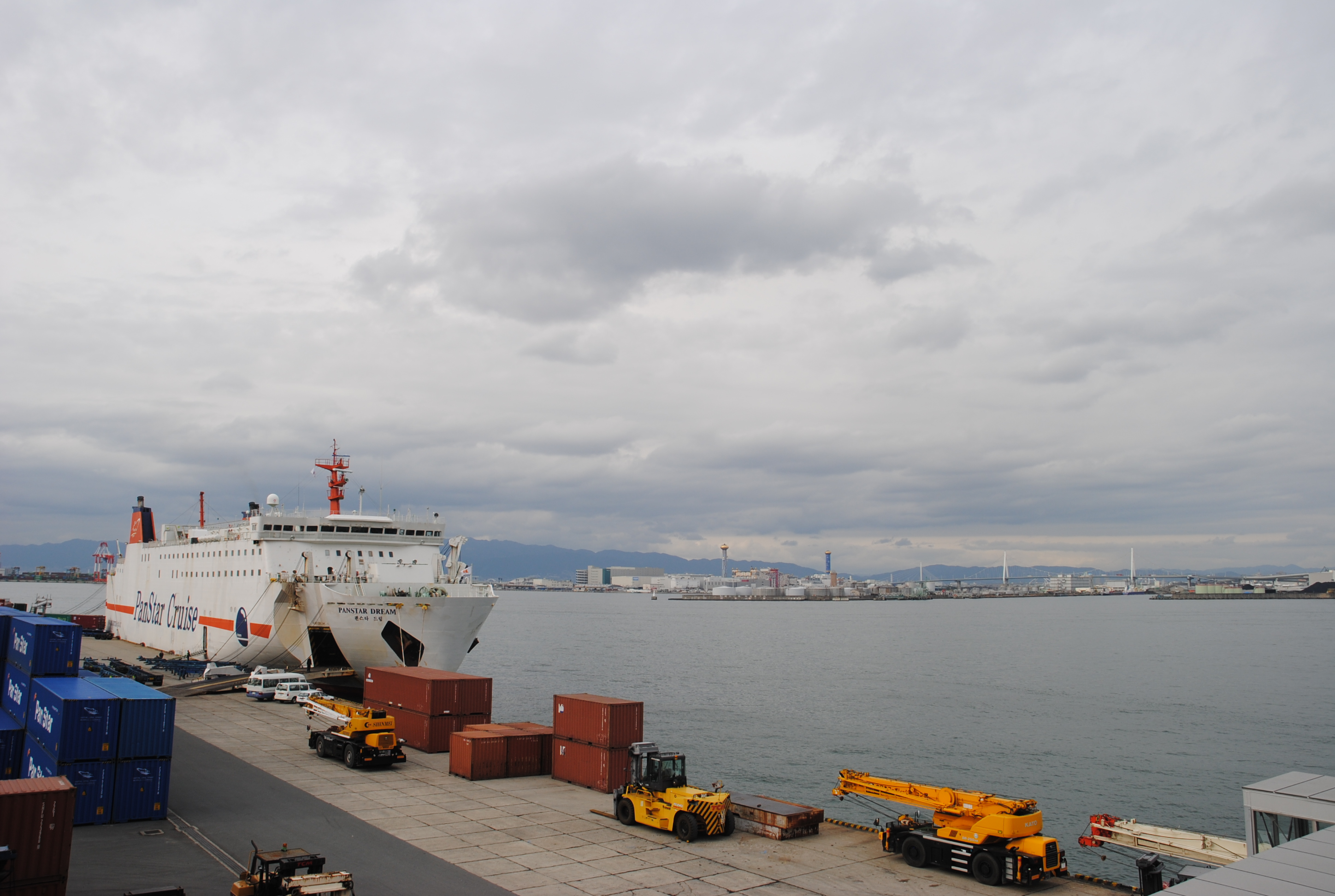
大阪港
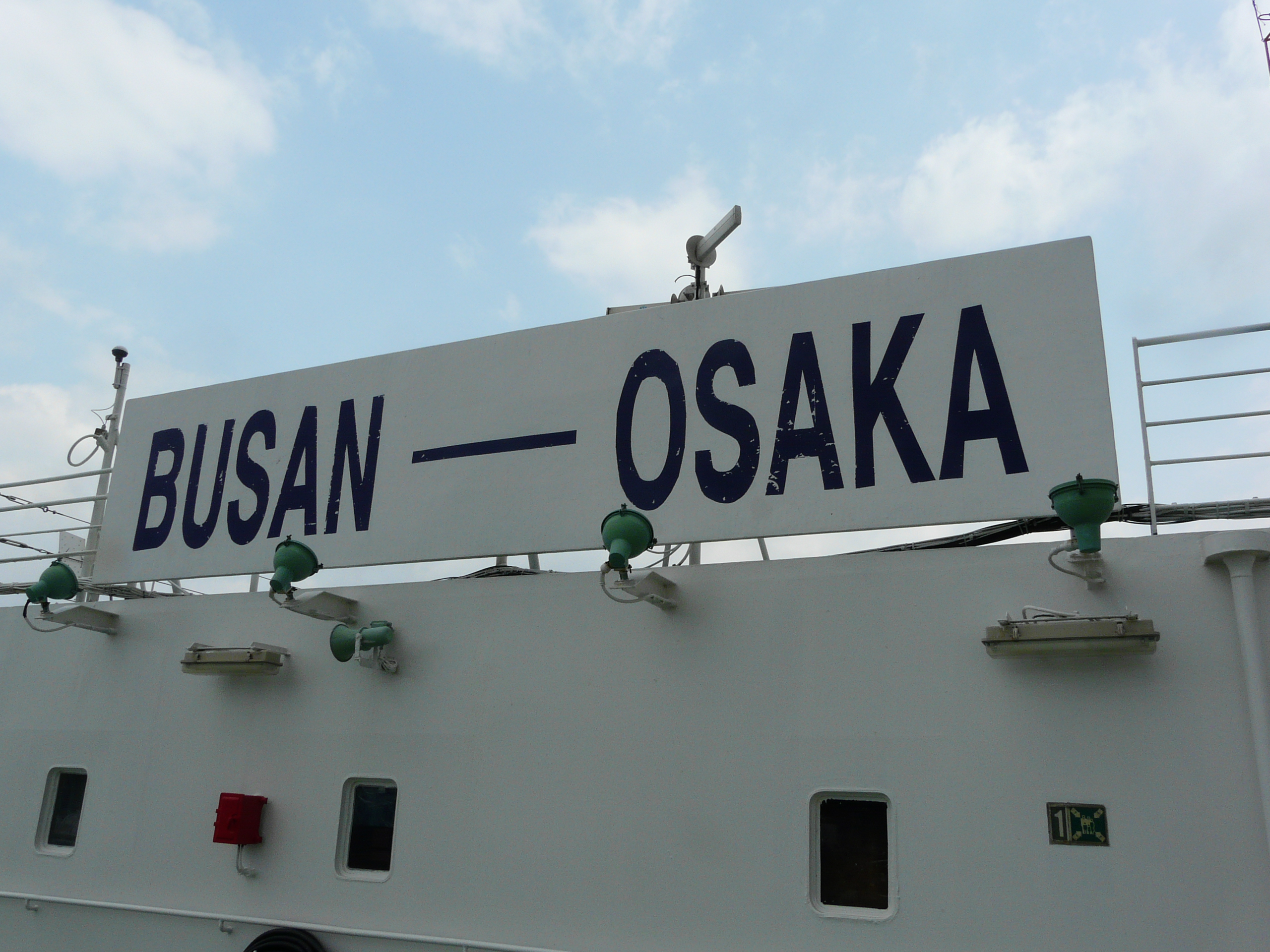
船外表示
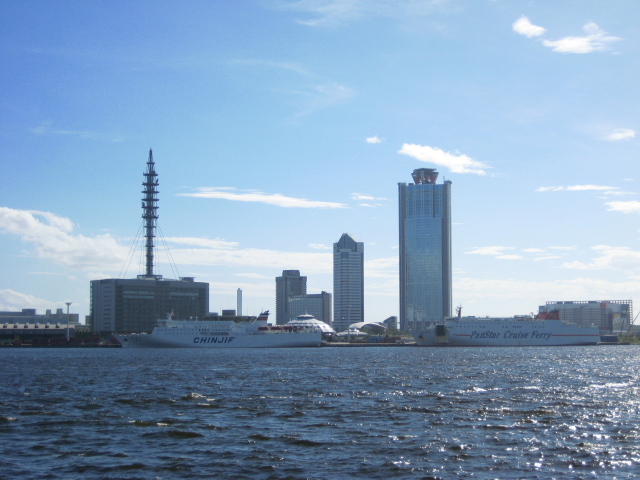
大阪港に停泊
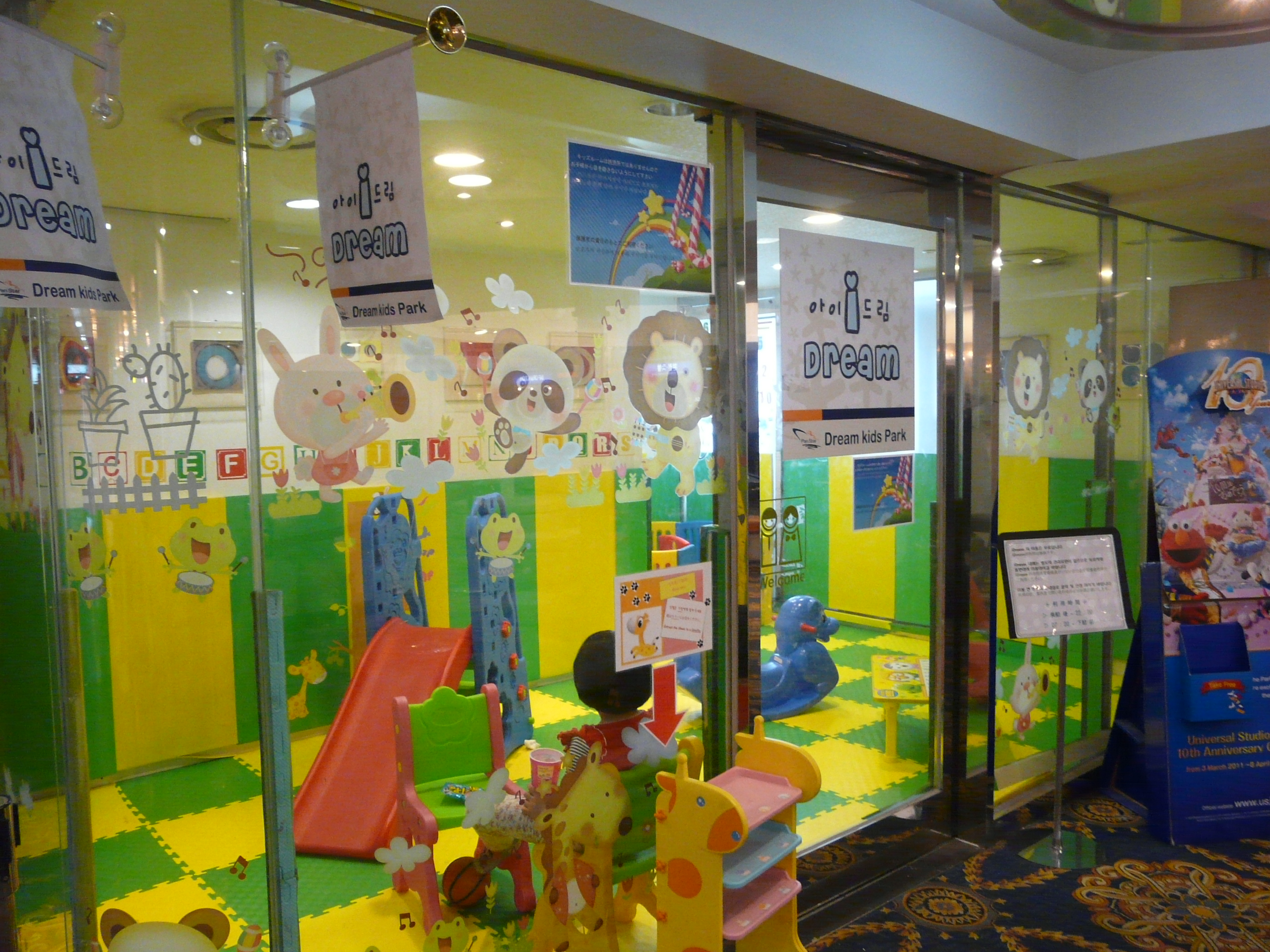
船内「アイ・ドリームキッズパーク」
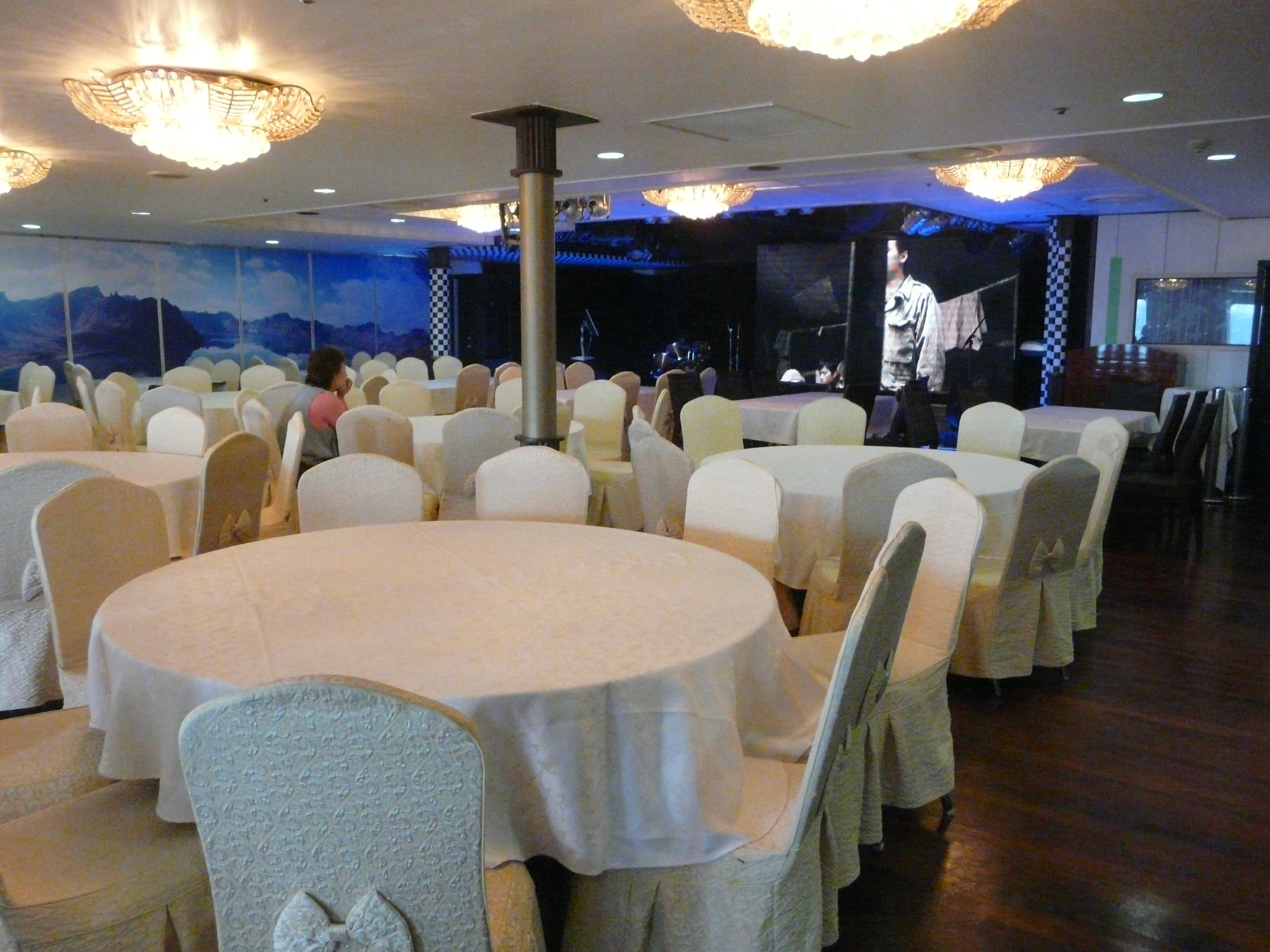
船内食堂